# Lasioglossum ciliatum
Lasioglossum ciliatum är en biart som beskrevs av Ebmer 1998. Lasioglossum ciliatum ingår i släktet smalbin, och familjen vägbin. Inga underarter finns listade i Catalogue of Life.